# Mogorović vára
Mogorović vára egy középkori várhely Horvátországban, a Lika-Zengg megyei Gospićhoz tartozó Mogorić határában.

## Fekvése
A Gospićtól délkeletre, a Likai karsztmező délkeleti részén, a Likai-középhegység lábánál fekvő, Gospićhoz tartozó Mogorić falu feletti 631 méteres magaslaton találhatók maradványai, melyet a helyiek Popovića gradinának neveznek. A magaslat a Kovačica és Jadova folyók összefolyásánál található.

## Története
A várat nemcsak Mercator térképén jelölik, ahol a nevét Mogorović (Mogorouic) formában rögzítik, de neve a török által elfoglalt várak 1577-ben készített listáján is szerepel. Ebben a dokumentumban a vár neve a rövidebb, Mogorić formában jelenik meg, amelyet még a törökök érkezése előtt a Mogorović nemzetség néhány családja használt családnévként. Ez a vár volt a központja azoknak a településeknek, amely a Ribnik vára körüli Mogorović birtokokkal alkotott egy egészet. Ezt támaszthatja alá az a tény is, hogy Zeba várát a Mogorović birtokokon kívülinek kell tekinteni, annak ellenére, hogy nemzetségi központjuk közelében van. 

## A vár mai állapota
A terep bejárásakor megállapítható, hogy a várnak nem őrződött meg jelentős maradványa, ami nem meglepő, ha figyelembe vesszük, hogy a mai település központjában található, nem messze az úttól, így jó építőanyag lelőhely volt a helyi lakosság számára. Ebből a nagy nemzetségi központból mára néhány vakolatdarab és az egykori falakból származó néhány kőtömb maradt, amelyek ma alig észrevehetők a növényzettől és az omladék anyagától. A szűkös maradványok ellenére nyilvánvaló, hogy akárcsak Lika és Korbava számos más várának esetében a vár bejárata az egykori védőtorony mellett volt.